# مزرعه علی محمد نازوری و شرکا
مزرعه علی محمد نازوری و شرکا یک آبادی در ایران است که در استان یزد واقع شده‌است.